# ꭠ
Cette page contient des caractères spéciaux ou non latins. S’ils s’affichent mal (▯, ?, etc.), consultez la page d’aide Unicode.
ꭠ (uniquement en minuscule), appelé iat sakha ou iat iakoute, est une lettre additionnelle de l’alphabet latin utilisée dans l’écriture du iakoute de 1917 à 1927.
Elle était utilisée dans l’alphabet de Semion Novgorodov, sans majuscules, basé sur l’alphabet phonétique international, tout comme les lettres additionnelles e yodisé ‹ ꭡ ›, e dans l’o ouvert ‹ ꭢ › et o dans l’u ‹ ꭣ ›.

## Utilisation
Le yat sakha est une lettre créée par Semion Novgorodov pour son alphabet iakoute, basé sur l’alphabet phonétique international, utilisé de 1917 à 1927. Sa forme cursive ‹ ꭠ › est identique à la forme cursive du iat ‹ ѣ ›.

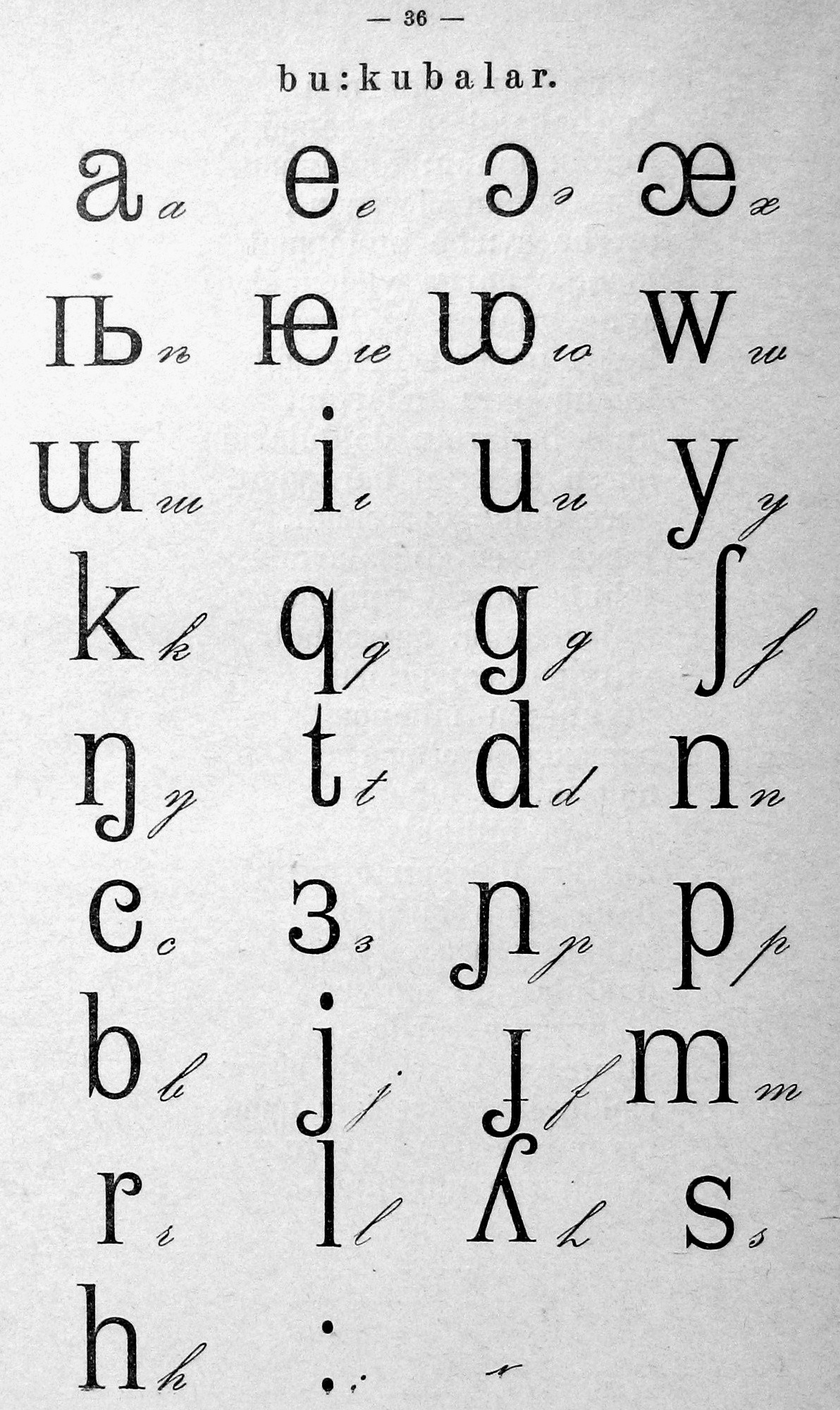
Alphabet iakoute en 1929.

## Représentations informatiques
Cette lettre peut être représenté avec les caractères Unicode (Latin étendu E) suivants :
| formes    | représentations | chaînes de caractères | points de code | descriptions                      |
| --------- | --------------- | --------------------- | -------------- | --------------------------------- |
| minuscule | ꭠ               | ꭠ                     | U+AB60         | lettre minuscule latine yat sakha |